# Alpa

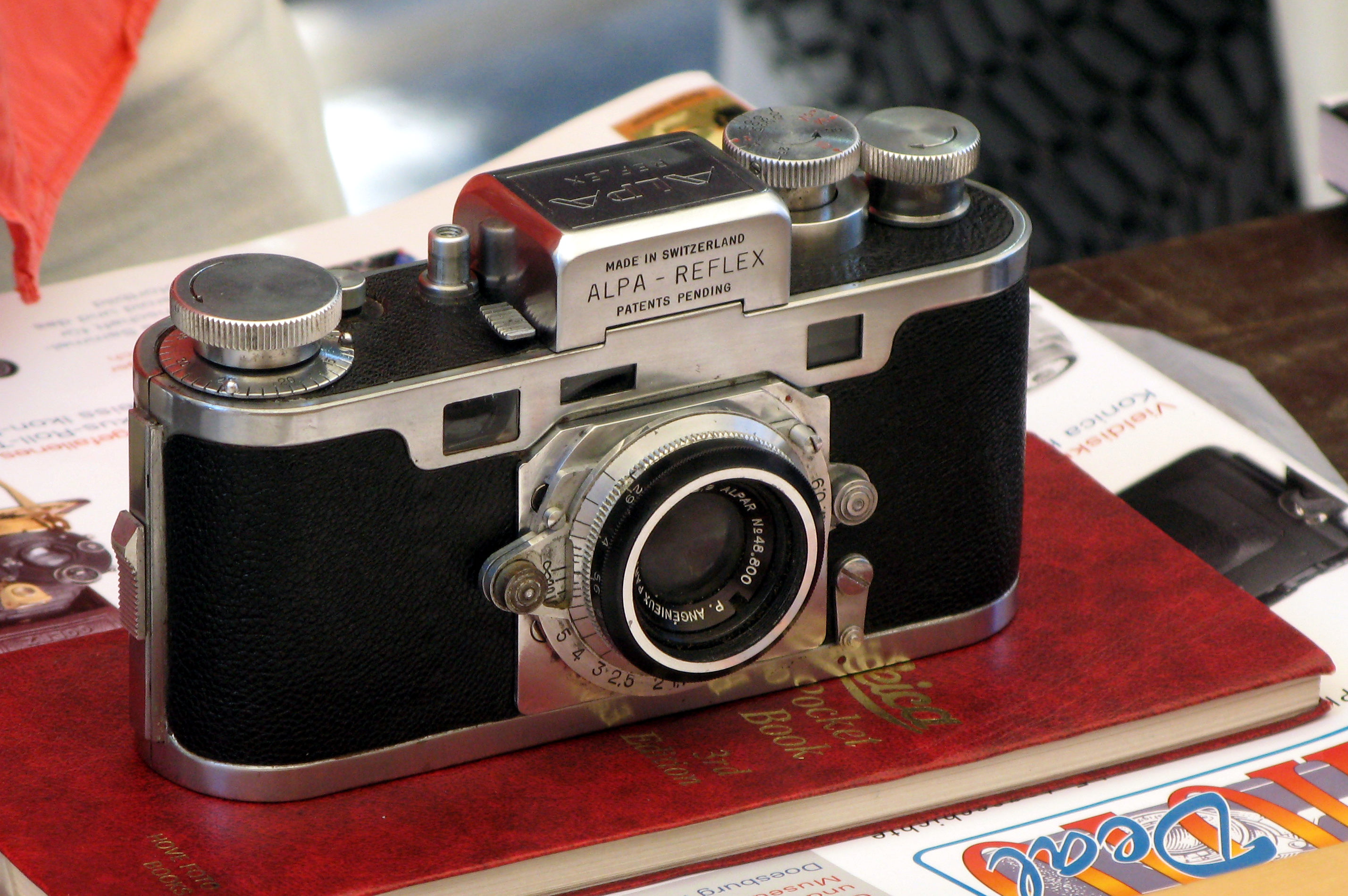
Alpa Reflex (1944)

Alpa è un'azienda svizzera, produttrice di macchine fotografiche. Dopo aver prodotto fotocamere reflex, a lungo costruite e assemblate interamente a mano, attualmente produce apparecchiature per il formato 6x9, caratterizzate da un elevato grado di precisione meccanica unito a una grande semplicità d'uso.

## Storia
Nel 1918 nacque in Svizzera la Pignons SA, piccola fabbrica di componenti per orologi. Grazie alla collaborazione, iniziata nel 1933, di Jacques Bolsky (1895-1962) - tecnico proveniente dall'Ucraina, il cui vero nome era Bogopolsky - si sviluppò un interesse per il settore fotografico e, dopo alcuni prototipi (Bolca Reflex, Teleflex e Viteflex), nel 1944 fu prodotta l'Alpa Reflex, fotocamera per il formato 35 mm, presentata nello stesso anno alla Fiera di Basilea.
Nel 1952, con l'Alpa 4, nacque la seconda generazione di fotocamere, disegnate da André Cornut. Il corpo macchina fu migliorato dal punto di vista ergonomico: i modelli erano contraddistinti dal marchio ALPA ALNEA, che significa all near. 
L'Alpa Si-2000, presentata nel 1976 alla Photokina di Colonia, era costruita in Giappone.
Ma ormai le reflex Alpa, incalzate dalla concorrenza giapponese, videro progressivamente ridursi il loro mercato. Nel 1990 la Pignons fu costretta a chiudere.

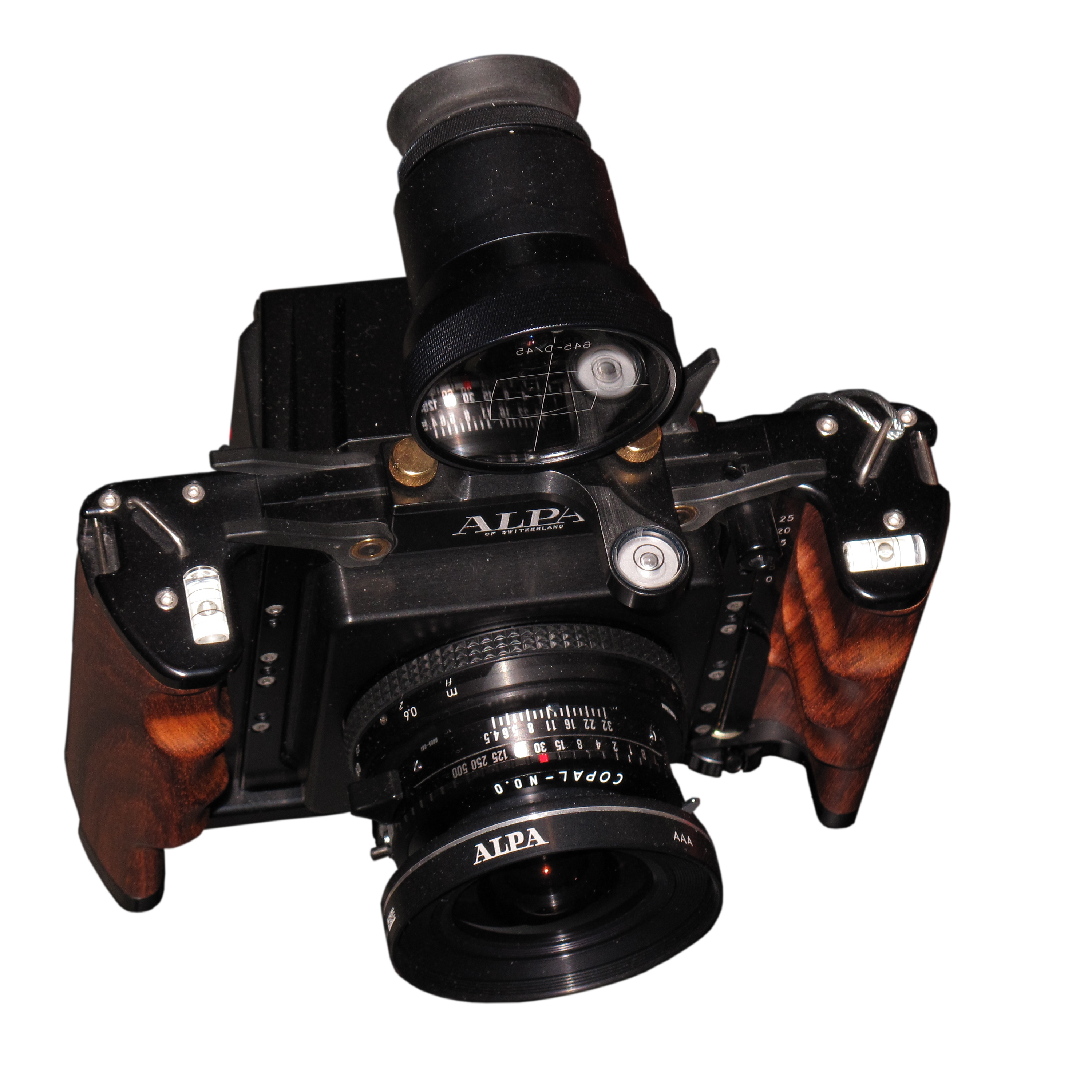
Alpa 12 con dorso digitale

Il marchio Alpa fu però acquistato negli anni novanta dalla società svizzera Capaul & Weber, e nel 1996, dalla collaborazione con la Seitz Phototechnik AG di Lustdorf, nacquero i prototipi dell'Alpa 12, sofisticata fotocamera per il medio formato, tuttora in produzione.